# Viacheslav Dinerchtein

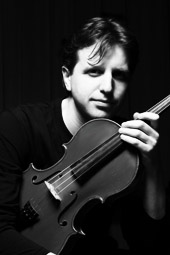
Viacheslav Dinerchtein

Viacheslav Dinerchtein (* 30. Oktober 1976 in Minsk) ist ein Schweizer Bratschist belarussischer Herkunft.

## Leben
Bratschist Viacheslav Dinerchtein trat häufig in Konzerten und Rezitalen in Mexiko, in den USA, in Kanada und Südamerika auf und spielte unter anderem im Kennedy Center (Washington), in der Carnegie Hall (New York) sowie im Palacio de Bellas Artes (Mexiko-Stadt). Er war Gast bei den Musikfestivals Internacional Bach (Peru), dem Niagara Music Festival (Kanada), dem Spoleto Festival (Italien), dem Festival Camarissima und dem Otono Internacional (beide Mexiko-Stadt), an den Myra Hess Concert Series (Chicago) sowie an den Internationalen Viola Kongressen (USA, Südafrika, Deutschland).
Dinerchtein trat in TV- und Radiosendungen auf. Er ist Präsident des Schweizer Ablegers der International Viola Society. Zudem ist er Widmungsträger verschiedener Werke für Bratsche und ist als Herausgeber für Ovation Press und Amadeus Verlag tätig. Dinerchtein produziert bei Solo Musica (Sony Music).
Dinerchtein ist in Minsk geboren und 1991 nach Mexiko ausgewandert. Er studierte bei seinem Vater Boris Dinerchtein, bei Joseph de Pasquale am Peabody Conservatory in Baltimore (Master of Music) und als Doktorand und Assistent von Roland Vamos an der Northwestern University in Chicago.